# Żyła wewnętrzna mózgu
Żyła wewnętrzna mózgu (łac. vena cerebri interna) – w anatomii człowieka parzysta żyła mózgowia. Powstaje w pobliżu otworu międzykomorowego z połączenia trzech żył: żyły przedniej przegrody przezroczystej, żyły wzgórzowo-prążkowiowej górnej i żyły naczyniówkowej górnej. Obie żyły wewnętrzne mózgu biegną w bliskiej odległości od siebie, w tkance naczyniówkowej nad komorą trzecią ku tyłowi. W pobliżu szyszynki lub za płatem ciała modzelowatego łączą się w jedną żyłę wielką mózgu.